# Janina Szczerska
Janina Szczerska (ur. 22 października 1897 w Stryju, zm. 10 lipca 1981 w Szczecinie) – polska nauczycielka-polonistka, założycielka pierwszej w powojennym Szczecinie polskiej szkoły ponadgimnazjalnej (później I LO) i jej dyrektorka w latach 1946–1951 i 1959–1966.

## Życiorys

### Okres przed II wojną światową
Urodziła się w Stryju (dzisiaj – obwód lwowski) w rodzinie inteligenckiej. Miała dwie siostry. Przed wybuchem I wojny światowej uczęszczała do prywatnego Gimnazjum Żeńskiego w Stryju, a w 1915 – do polskiego gimnazjum w Wiedniu. W okresie międzywojennym studiowała filologię na Uniwersytecie Jana Kazimierza we Lwowie, gdzie otrzymała tytuł magistra filozofii w 1923. W latach 1923–1929 była nauczycielką w gimnazjum męskim w Stryju, a następnie – do wybuchu II wojny światowej (1929–1939) – pełniła obowiązki dyrektora Państwowego Gimnazjum Żeńskiego w Siedlcach. W tym okresie poznała Stanisława Helsztyńskiego – lubelskiego kuratora szkolnego (w 1945 – pierwszego kuratora na Pomorzu Zachodnim).

### II wojna światowa
W roku 1939 była nauczycielką w lwowskiej szkole średniej. Po zajęciu Lwowa przez Niemców (1941) włączyła się do działalności konspiracyjnej ZWZ, a później AK; zajmowała się przez kilka miesięcy nasłuchem i dostarczaniem informacji do prasy konspiracyjnej (zob. Biuletyn Informacyjny). Gdy jej grupa została zdekonspirowana, przedostała się do okupowanej Warszawy; nadal działała w AK, zmieniając miejsce pobytu. Po aresztowaniu w Chełmie (1943) była osadzona w więzieniu na Zamku Lubelskim i przez rok poddawana torturom, a następnie przewieziona – z wyrokiem śmierci – do więzienia w Pińczowie. Życie uratował jej atak partyzantów, którzy uwolnili ok. 300 skazanych na śmierć. Po uwolnieniu przedostała się do okupowanej Warszawy i wzięła udział w powstaniu (brały w nim udział również jej dwie siostry). Przed zakończeniem powstania została aresztowana, wywieziona do obozu w Ravensbrück i poddana pseudomedycznym zabiegom sterylizacji. Po wyzwoleniu obozu przez Armię Czerwoną wraz z grupą współwięźniarek pieszo dotarła do Polski.

### Pierwszy okres szczeciński (1945–1951)

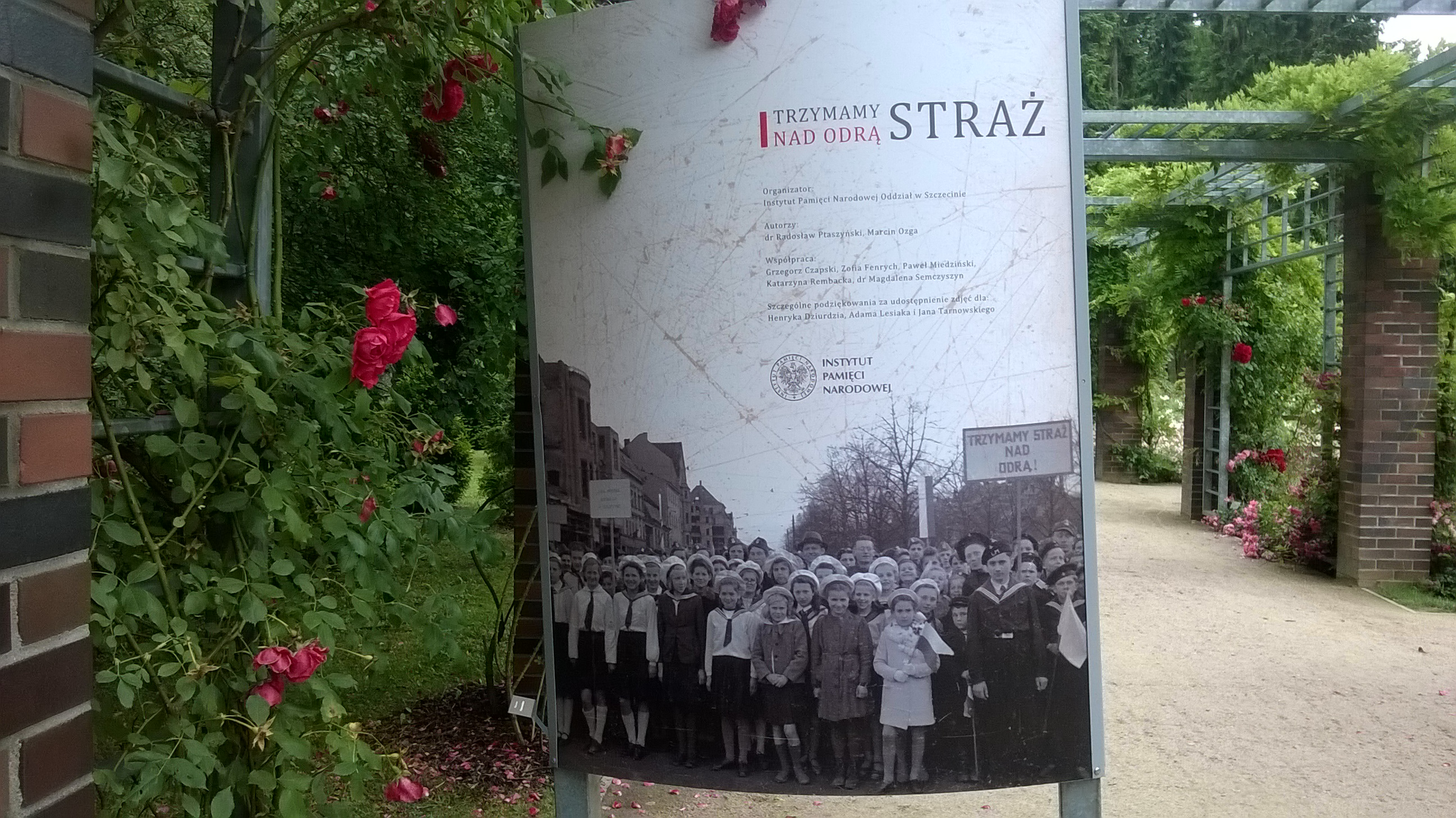
Uczniowie pierwszej powojennej szczecińskiej szkoły (członkowie Ligi Morskiej) w czasie zlotu „Trzymamy straż nad Odrą” (kwiecień 1946)

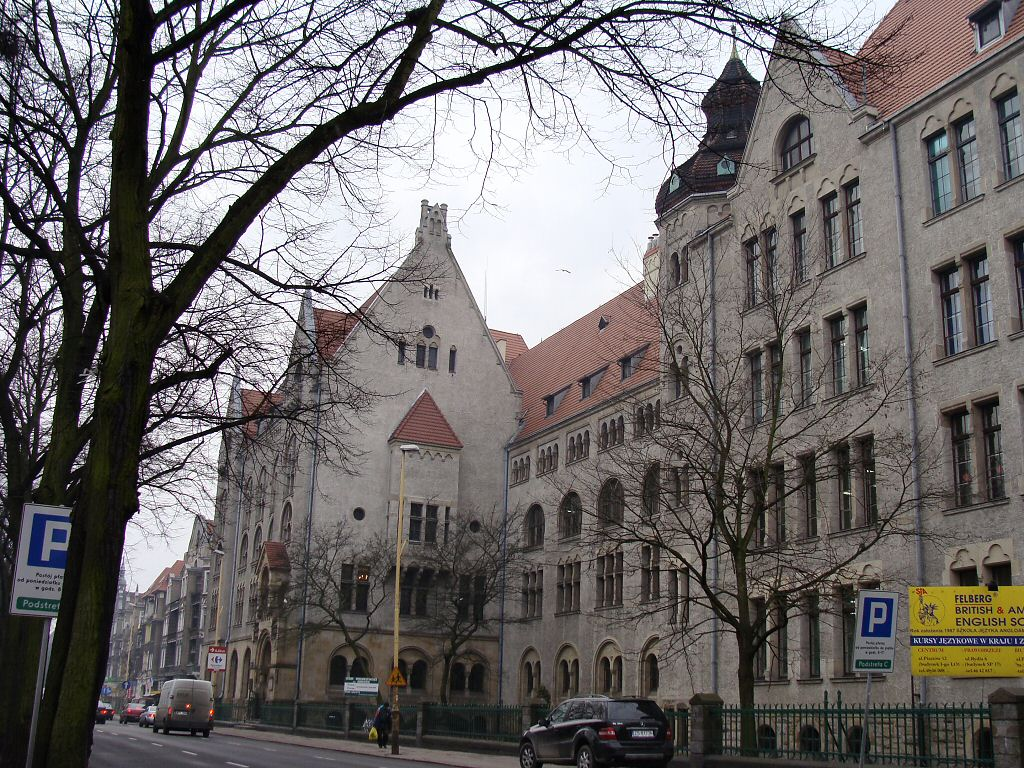
Szczecin, aleja Piastów 12

Po dziesięciu dniach wędrówki z Ravensbrück zatrzymała się w Stargardzie, gdzie znalazła Inspektorat Szkolny i Kuratorium, w którym spotkała Stanisława Helsztyńskiego, rozpoczynającego organizację oświaty na „Ziemiach Odzyskanych”. Byłej dyrektorce z Siedlec zaproponował włączenie się do tworzenia szkolnictwa średniego w poniemieckim Szczecinie. Udała się tam w lipcu 1945 (po krótkim pobycie w Krakowie dla poratowania zdrowia i załatwienia spraw rodzinnych).
W Szczecinie zwróciła uwagę na stosunkowo mało zniszczony budynek przedwojennego gimnazjum męskiego (aleja Piastów 12). W niedzielę 2 września 1945 odbyła się w tym budynku, osobiście przez Szczerską udekorowanym polską flagą, inauguracja roku szkolnego w pierwszej polskiej szkole stopnia podstawowego, gimnazjalnego i licealnego w tym mieście. W uroczystości wzięli udział niemal wszyscy ówcześni polscy mieszkańcy miasta, zgromadzeni wzdłuż alei Piastów. Do szkoły podstawowej (klasy I–VII) zapisano 36 uczniów, a naukę w liceum rozpoczęło 148 osób. Liczba licealistów szybko rosła – w końcu września było ich ok. 300, w końcu roku szkolnego 1945/1946 – 723, a w następnym roku już około tysiąca. W 1946 utworzono dwie szkoły ponadgimnazjalne – liceum żeńskie (przy Al. Piastów 12) i męskie (ul. Henryka Pobożnego 2, „Pobożniak”). Równocześnie powstawały inne szkoły, w tym licea pedagogiczne, przygotowujące kadry dla rozwijającego się szkolnictwa. Janina Szczerska otrzymała stanowisko dyrektora szkoły żeńskiej; zamieszkała w jej pobliżu, przy al. Piastów 66 (Barnimstraße 66).
Szczerskiej udało się zaangażować nauczycieli o dobrym, przedwojennym wykształceniu, którzy byli w stanie pokonać trudności związane np. z nierównym poziomem wiedzy uczniów o różnej wojennej przeszłości, z brakiem podręczników, pomocy dydaktycznych, przyborów do pisania, zeszytów. Realizowano przedwojenne programy nauczania, zwykle z wykorzystaniem przedwojennych podręczników; pomocy naukowych stopniowo przybywało, odremontowano budynek. Nauczyciel geografii, Jerzy Brinken, już w 1948 zorganizował wielką wystawę geograficzną, którą uznano za sukces.
W liceum obowiązywała przedwojenna dyscyplina, w tym jednolity ubiór (szkolne mundurki); Janina Szczerska dowodziła, że zobowiązuje to do odpowiedniego zachowania, budzi odpowiedzialność za opinię o szkole. Lekcje rozpoczynano od modlitwy; w czasie szkolnych uroczystości odprawiano nabożeństwa kościelne. Szkoła zyskała miano „Klasztor”, a uczennice nazywano „Szczerytkami”. Od nauczycieli dyr. Szczerska rygorystycznie wymagała nie tylko kompetencji, ale również obowiązkowości, punktualności, dbałości o wygląd.
Janina Szczerska stosunkowo długo cieszyła się zaufaniem władz, mimo swojej AK-owskiej przeszłości i mimo że niejednokrotnie udzielała pomocy osobom „politycznie niepewnym” (np. zatrzymanej przez Urząd Bezpieczeństwa uczennicy Elżbiecie Dziębowskiej, ps. „Dewajtis”). Liceum uważano za wzorcowe nie tylko ze względu na wyniki nauczania, ale również przestrzeganie zaleceń dotyczących prowadzenia zajęć o charakterze ideologicznym (np. udział w manifestacjach i wiecach, sztafetach, czynach społecznych).

### Okres 1951–1959
W styczniu 1951 w Liceum przeprowadzono kontrolę realizacji programu wychowawczego; znaleziono w zeszytach uczennic „reakcyjne” zapisy (np. zwrot: „historię mierzy się prawdą, a nie łokciem dzisiejszej rzeczywistości”), stwierdzono też, m.in. że dekoracja szkoły zawiera zbyt mało „elementów ideologicznych”, skład społeczny zarządu ZMP jest nieodpowiedni (100% dzieci inteligencji), a kontakt uczniów z młodzieżą z zakładów pracy – słaby. Nie zachowały się dokumenty pozwalające stwierdzić, czy taki wynik wizytacji był uzasadnieniem odwołania Szczerskiej ze stanowiska we wrześniu 1951; przypuszcza się, że głównym powodem był „niewłaściwy życiorys” oraz zaangażowanie w pomoc dla represjonowanych uczennic.
Po odwołaniu Szczerska natychmiast wyjechała ze Szczecina. Podjęła pracę w gimnazjum w Pyskowicach, a następnie w Szkole Podstawowej i Liceum Ogólnokształcącym w Bielsku-Białej (1953–1959).

### Drugi okres szczeciński

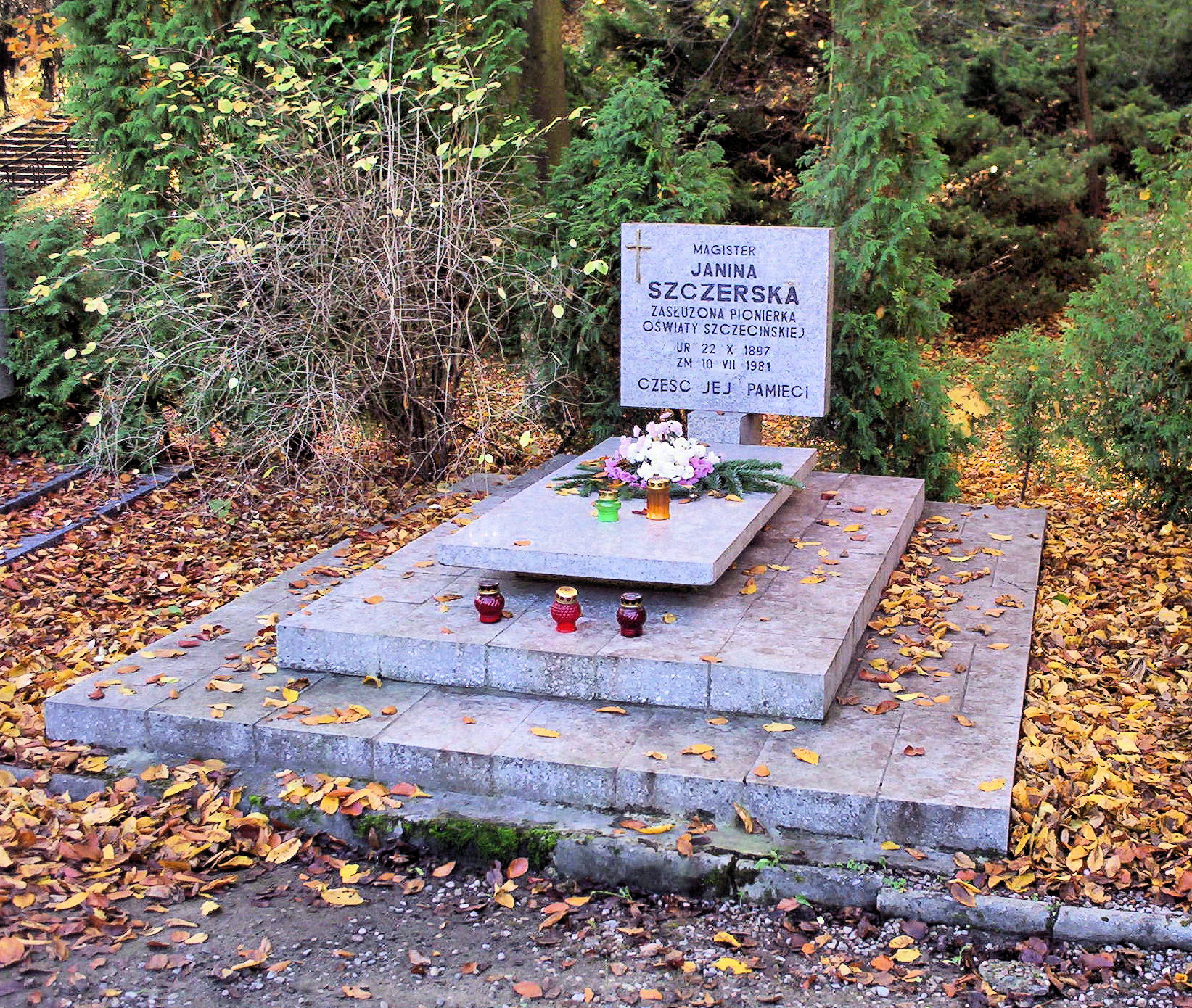
Nagrobek Janiny Szczerskiej na cmentarzu Centralnym w Szczecinie

Kontakt Janiny Szczerskiej ze Szczecinem został odnowiony w 1958 z inicjatywy „Szczerytek”, które zdawały egzamin maturalny w 1948; organizując uroczystość jubileuszu 10-lecia odnalazły adres byłej dyrektorki i wysłały zaproszenie, z którego skorzystała. W Szczecinie otrzymała i przyjęła propozycję ponownego objęcia – od września 1959 – stanowiska dyrektorki Liceum; decyzję o urzędowym przeniesieniu wydał kurator Bolesław Sadaj. Szkoła była już wówczas koedukacyjna, co zmieniło jej charakter. Szczerska nie chciała się pogodzić z tą zmianą oraz z liberalizacją zasad obowiązujących w szkole, np. dotyczących ubioru i zachowania; nasiliły się narzekania uczniów i ich rodziców na jej apodyktyczny charakter. Coraz częściej chorowała, ale jeszcze na początku lat 70. pracowała – jako emerytka – w bibliotece pedagogicznej (niepełny wymiar godzin); była też nadal aktywna w pracy społecznej.

## Działalność społeczna
Janina Szczerska od 1923 należała do ZNP. W powojennym Szczecinie była zastępcą przewodniczącego Wojewódzkiego Zarządu Związku Byłych Więźniów Politycznych i wiceprzewodniczącą Wojewódzkiego Komitetu Obrońców Pokoju (zob. Komitet Intelektualistów i Działaczy Katolickich). Przez 4 kadencje była radną Miejskiej Rady Narodowej; zajmowała się sprawami Ligi Kobiet.

## Upamiętnienie

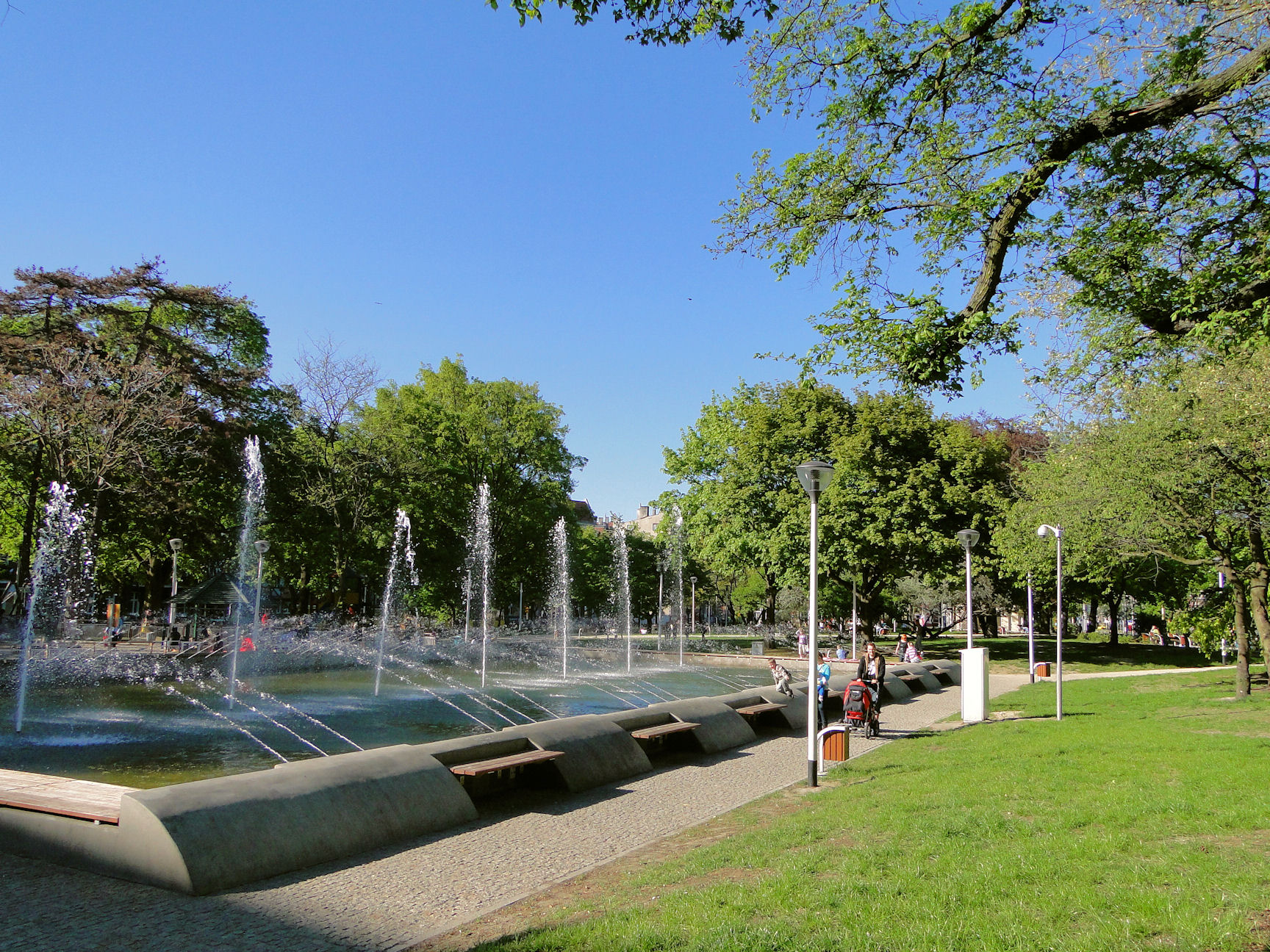
Fontanna na skwerze im. Janiny Szczerskiej w Szczecinie (w pobliżu jej miejsca zamieszkania)

Została pochowana na Cmentarzu Centralnym w Szczecinie w alei zasłużonych (nie życzyła sobie pogrzebu kościelnego). Na pogrzebie tłumów nie było. Po ok. 20 latach, w 1999 zajęła siódmą pozycję na liście „Szczecinianie Stulecia” stworzonej na podstawie wyników plebiscytu Gazety Wyborczej (wyd. szczecińskie), Polskiego Radia Szczecin i TVP Szczecin, uzyskując 2056 głosów.
W Muzeum Historii Szczecina – Oddziale Muzeum Narodowego w Szczecinie – urządzono salę pamięci, w której są eksponowane zachowane dokumenty (dyplomy, listy gratulacyjne i zdjęcia z uroczystości szkolnych) oraz meble z jej mieszkania. Imieniem Janiny Szczerskiej nazwano skwer w pobliżu I Liceum Ogólnokształcącego i miejsca zamieszkania jego założycielki (al. Piastów 66).